# Atlantasellus
Atlantasellus là một chi giáp xác duy nhất trong họ Atlantasellidae.

## Các loài
Chi này gồm các loài:
- Atlantasellus cavernicolus là loài đặcc hữu của Bermuda và là loài cực kỳ nguy cấp trong Sách Đỏ.[3]
- Atlantasellus dominicanus được miêu tả năm 2001, trong một mẫu thu thập ở vùng karst ven biển của Cộng hòa Dominica.[4]